# ATP Tour 2020
ATP Tour 2020 là hệ thống các giải quần vợt dành cho các tay vợt nam chuyên nghiệp trên toàn cầu do Hiệp hội Quần vợt Nhà nghề (ATP) tổ chức cho mùa giải quần vợt năm 2020. Lịch ATP Tour 2020 bao gồm các giải Grand Slam (do Liên đoàn Quần vợt Quốc tế (ITF) giám sát), ATP Finals, ATP Tour Masters 1000, ATP Cup, ATP Tour 500 series, ATP Tour 250 series và Davis Cup (do ITF tổ chức). Cũng bao gồm trong lịch năm 2020 là các sự kiện quần vợt tại Next Generation ATP Finals và Laver Cup, cả hai đều không được cộng điểm xếp hạng. Một số giải đấu đã bị hủy bỏ hoặc hoãn lại do Đại dịch Covid-19, bao gồm Thế vận hội mùa hè Tokyo. Vào ngày 17 tháng 6 năm 2020, ATP đã ban hành lịch sửa đổi cho phần còn lại của mùa giải trong năm.

## Lịch trình
Đây là lịch trình đầy đủ của các giải đấu trong năm 2020.
| Grand Slam            |
| ATP Finals            |
| ATP Tour Masters 1000 |
| ATP Tour 500          |
| ATP Tour 250          |
| Giải đấu đồng đội     |

### Tháng 1
| Tuần        | Giải đấu                         | Địa điểm                      | Vô địch                          | Tỷ số                   | Á quân                             |
| ----------- | -------------------------------- | ----------------------------- | -------------------------------- | ----------------------- | ---------------------------------- |
| 06/01       | ATP Cup                          | Brisbane, Perth và Sydney, Úc | Serbia                           | 2–1                     | Tây Ban Nha                        |
| 06/01       | Qatar Open (ATP 250)             | Doha, Qatar                   | Andrey Rublev                    | 6–2, 7–6(7–3)           | Corentin Moutet                    |
| 06/01       | Qatar Open (ATP 250)             | Doha, Qatar                   | Rohan Bopanna Wesley Koolhof     | 3–6, 6–2, [10–6]        | Luke Bambridge Santiago González   |
| 13/01       | Adelaide International (ATP 250) | Adelaide, Úc                  | Andrey Rublev                    | 6–3, 6–0                | Lloyd Harris                       |
| 13/01       | Adelaide International (ATP 250) | Adelaide, Úc                  | Máximo González Fabrice Martin   | 7–6(14–12), 6–3         | Ivan Dodig Filip Polášek           |
| 13/01       | Auckland Classic (ATP 250)       | Auckland, New Zealand         | Ugo Humbert                      | 7–6(7–2), 3–6, 7–6(7–5) | Benoît Paire                       |
| 13/01       | Auckland Classic (ATP 250)       | Auckland, New Zealand         | Luke Bambridge Ben McLachlan     | 7–6(7–3), 6–3           | Marcus Daniell Philipp Oswald      |
| 20/01 27/01 | Australian Open (Grand Slam)     | Melbourne, Úc                 | Novak Djokovic                   | 6–4, 4–6, 2–6, 6–3, 6–4 | Dominic Thiem                      |
| 20/01 27/01 | Australian Open (Grand Slam)     | Melbourne, Úc                 | Rajeev Ram Joe Salisbury         | 6–4, 6–2                | Max Purcell Luke Saville           |
| 20/01 27/01 | Australian Open (Grand Slam)     | Melbourne, Úc                 | Barbora Krejčíková Nikola Mektić | 5–7, 6–4, [10–1]        | Bethanie Mattek-Sands Jamie Murray |

### Tháng 2
| Tuần  | Giải đấu                             | Địa điểm                | Vô địch                                             | Tỷ số                      | Á quân                               |
| ----- | ------------------------------------ | ----------------------- | --------------------------------------------------- | -------------------------- | ------------------------------------ |
| 03/02 | Open Sud de France (ATP 250)         | Montpellier, Pháp       | Gaël Monfils                                        | 7–5, 6–3                   | Vasek Pospisil                       |
| 03/02 | Open Sud de France (ATP 250)         | Montpellier, Pháp       | Nikola Ćaćić Mate Pavić                             | 6–4, 6–7(4–7), [10–4]      | Dominic Inglot Aisam-ul-Haq Qureshi  |
| 03/02 | Maharashtra Open (ATP 250)           | Pune, Ấn Độ             | Jiří Veselý                                         | 7–6(7–2), 5–7, 6–3         | Egor Gerasimov                       |
| 03/02 | Maharashtra Open (ATP 250)           | Pune, Ấn Độ             | André Göransson Christopher Rungkat                 | 6–2, 3–6, [10–8]           | Jonathan Erlich Andrei Vasilevski    |
| 03/02 | Córdoba Open (ATP 250)               | Córdoba, Argentina      | Cristian Garín                                      | 2–6, 6–4, 6–0              | Diego Schwartzman                    |
| 03/02 | Córdoba Open (ATP 250)               | Córdoba, Argentina      | Marcelo Demoliner Matwé Middelkoop                  | 6–3, 7–6(7–4)              | Leonardo Mayer Andrés Molteni        |
| 10/02 | Rotterdam Open (ATP 500)             | Rotterdam, Hà Lan       | Gaël Monfils                                        | 6–2, 6–4                   | Félix Auger-Aliassime                |
| 10/02 | Rotterdam Open (ATP 500)             | Rotterdam, Hà Lan       | Pierre-Hugues Herbert Nicolas Mahut                 | 7–6(7–5), 4–6, [10–7]      | Henri Kontinen Jan-Lennard Struff    |
| 10/02 | New York Open (ATP 250)              | Uniondale, Hoa Kỳ       | Kyle Edmund                                         | 7–5, 6–1                   | Andreas Seppi                        |
| 10/02 | New York Open (ATP 250)              | Uniondale, Hoa Kỳ       | Dominic Inglot Aisam-ul-Haq Qureshi                 | 7–6(7–5), 7–6(8–6)         | Steve Johnson Reilly Opelka          |
| 10/02 | Argentina Open (ATP 250)             | Buenos Aires, Argentina | Casper Ruud                                         | 6–1, 6–4                   | Pedro Sousa                          |
| 10/02 | Argentina Open (ATP 250)             | Buenos Aires, Argentina | Marcel Granollers Horacio Zeballos                  | 6–4, 5–7, [18–16]          | Guillermo Durán Juan Ignacio Londero |
| 17/02 | Rio Open (ATP 500)                   | Rio de Janeiro, Brazil  | Cristian Garín                                      | 7–6(7–3), 7–5              | Gianluca Mager                       |
| 17/02 | Rio Open (ATP 500)                   | Rio de Janeiro, Brazil  | Marcel Granollers Horacio Zeballos                  | 6–4, 5–7, [10–7]           | Salvatore Caruso Federico Gaio       |
| 17/02 | Open 13 (ATP 250)                    | Marseille, Pháp         | Stefanos Tsitsipas                                  | 6–3, 6–4                   | Félix Auger-Aliassime                |
| 17/02 | Open 13 (ATP 250)                    | Marseille, Pháp         | Nicolas Mahut Vasek Pospisil                        | 6–3, 6–4                   | Wesley Koolhof Nikola Mektić         |
| 17/02 | Delray Beach Open (ATP 250)          | Delray Beach, Hoa Kỳ    | Reilly Opelka                                       | 7–5, 6–7(4–7), 6–2         | Yoshihito Nishioka                   |
| 17/02 | Delray Beach Open (ATP 250)          | Delray Beach, Hoa Kỳ    | Bob Bryan Mike Bryan                                | 3–6, 7–5, [10–5]           | Luke Bambridge Ben McLachlan         |
| 24/02 | Dubai Tennis Championships (ATP 500) | Dubai, UAE              | Novak Djokovic                                      | 6–3, 6–4                   | Stefanos Tsitsipas                   |
| 24/02 | Dubai Tennis Championships (ATP 500) | Dubai, UAE              | John Peers Michael Venus                            | 6–3, 6–2                   | Raven Klaasen Oliver Marach          |
| 24/02 | Mexican Open (ATP 500)               | Acapulco, Mexico        | Rafael Nadal                                        | 6–3, 6–2                   | Taylor Fritz                         |
| 24/02 | Mexican Open (ATP 500)               | Acapulco, Mexico        | Łukasz Kubot Marcelo Melo                           | 7–6(8–6), 6–7(4–7), [11–9] | Juan Sebastián Cabal Robert Farah    |
| 24/02 | Chile Open (ATP 250)                 | Santiago, Chile         | Thiago Seyboth Wild                                 | 7–5, 4–6, 6–3              | Casper Ruud                          |
| 24/02 | Chile Open (ATP 250)                 | Santiago, Chile         | Roberto Carballés Baena Alejandro Davidovich Fokina | 7–6(7–3), 6–1              | Marcelo Arévalo Jonny O'Mara         |

### Tháng 3
Do tác động của Đại dịch Covid-19, các giải đấu bị hoãn lại theo thông báo của ATP.
| Tuần  | Giải đấu              | Địa điểm               | Đội thắng    | Tỷ số | Đội thua   |
| ----- | --------------------- | ---------------------- | ------------ | ----- | ---------- |
| 02/03 | Davis Cup (vòng loại) | Zagreb, Croatia        | Croatia      | 3–1   | Uzbekistan |
| 02/03 | Davis Cup (vòng loại) | Debrecen, Hungary      | Hungary      | 3–2   | Bỉ         |
| 02/03 | Davis Cup (vòng loại) | Bogotá, Colombia       | Colombia     | 3–1   | Argentina  |
| 02/03 | Davis Cup (vòng loại) | Honolulu, Hoa Kỳ       | Hoa Kỳ       | 4–0   | Ấn Độ      |
| 02/03 | Davis Cup (vòng loại) | Adelaide, Úc           | Úc           | 3–1   | Brasil     |
| 02/03 | Davis Cup (vòng loại) | Cagliari, Ý            | Ý            | 4–0   | Hàn Quốc   |
| 02/03 | Davis Cup (vòng loại) | Düsseldorf, Đức        | Đức          | 4–1   | Belarus    |
| 02/03 | Davis Cup (vòng loại) | Nur-Sultan, Kazakhstan | Kazakhstan   | 3–1   | Hà Lan     |
| 02/03 | Davis Cup (vòng loại) | Bratislava, Slovakia   | Cộng hòa Séc | 3–1   | Slovakia   |
| 02/03 | Davis Cup (vòng loại) | Premstätten, Áo        | Áo           | 3–1   | Uruguay    |
| 02/03 | Davis Cup (vòng loại) | Miki, Nhật Bản         | Ecuador      | 3–0   | Nhật Bản   |
| 02/03 | Davis Cup (vòng loại) | Stockholm, Thụy Điển   | Thụy Điển    | 3–1   | Chile      |

### Tháng 4 – tháng 7
Các giải đấu bị tạm hoãn cho đến ngày 22 tháng 8 năm 2020 với sự kiện đầu tiên là Cincinnati Open (New York, Hoa Kỳ).

### Tháng 8
| Tuần        | Giải đấu                           | Địa điểm                   | Vô địch                            | Tỷ số                        | Á quân                       |
| ----------- | ---------------------------------- | -------------------------- | ---------------------------------- | ---------------------------- | ---------------------------- |
| 24/08       | Cincinnati Open (ATP Masters 1000) | Thành phố New York, Hoa Kỳ | Novak Djokovic                     | 1–6, 6–3, 6–4                | Milos Raonic                 |
| 24/08       | Cincinnati Open (ATP Masters 1000) | Thành phố New York, Hoa Kỳ | Pablo Carreño Busta Alex de Minaur | 6–2, 7–5                     | Jamie Murray Neal Skupski    |
| 31/08 07/09 | US Open (Grand Slam)               | Thành phố New York, Hoa Kỳ | Dominic Thiem                      | 2–6, 4–6, 6–4, 6–3, 7–6(8–6) | Alexander Zverev             |
| 31/08 07/09 | US Open (Grand Slam)               | Thành phố New York, Hoa Kỳ | Mate Pavić Bruno Soares            | 7–5, 6–3                     | Wesley Koolhof Nikola Mektić |

### Tháng 9
| Tuần        | Giải đấu                        | Địa điểm      | Vô địch                            | Tỷ số            | Á quân                             |
| ----------- | ------------------------------- | ------------- | ---------------------------------- | ---------------- | ---------------------------------- |
| 07/09       | Austrian Open (ATP 250)         | Kitzbühel, Áo | Miomir Kecmanović                  | 6–4, 6–4         | Yannick Hanfmann                   |
| 07/09       | Austrian Open (ATP 250)         | Kitzbühel, Áo | Austin Krajicek Franko Škugor      | 7–6(7–5), 7–5    | Marcel Granollers Horacio Zeballos |
| 14/09       | Italian Open (ATP Masters 1000) | Roma, Ý       | Novak Djokovic                     | 7–5, 6–3         | Diego Schwartzman                  |
| 14/09       | Italian Open (ATP Masters 1000) | Roma, Ý       | Marcel Granollers Horacio Zeballos | 6–4, 5–7, [10–8] | Jérémy Chardy Fabrice Martin       |
| 21/09       | Hamburg Open (ATP 500)          | Hamburg, Đức  | Andrey Rublev                      | 6–4, 3–6, 7–5    | Stefanos Tsitsipas                 |
| 21/09       | Hamburg Open (ATP 500)          | Hamburg, Đức  | John Peers Michael Venus           | 6–3, 6–4         | Ivan Dodig Mate Pavić              |
| 28/09 05/10 | French Open (Grand Slam)        | Paris, Pháp   | Rafael Nadal                       | 6–0, 6–2, 7–5    | Novak Djokovic                     |
| 28/09 05/10 | French Open (Grand Slam)        | Paris, Pháp   | Kevin Krawietz Andreas Mies        | 6–3, 7–5         | Mate Pavić Bruno Soares            |

### Tháng 10
| Tuần  | Giải đấu                          | Địa điểm               | Vô địch                              | Tỷ số         | Á quân                             |
| ----- | --------------------------------- | ---------------------- | ------------------------------------ | ------------- | ---------------------------------- |
| 12/10 | St. Petersburg Open (ATP 500)     | St. Petersburg, Nga    | Andrey Rublev                        | 7–6(7–5), 6–4 | Borna Ćorić                        |
| 12/10 | St. Petersburg Open (ATP 500)     | St. Petersburg, Nga    | Jürgen Melzer Édouard Roger-Vasselin | 6–2, 7–6(7–4) | Marcelo Demoliner Matwé Middelkoop |
| 12/10 | Bett1Hulks Indoors (ATP 250)      | Cologne, Đức           | Alexander Zverev                     | 6–3, 6–3      | Félix Auger-Aliassime              |
| 12/10 | Bett1Hulks Indoors (ATP 250)      | Cologne, Đức           | Pierre-Hugues Herbert Nicolas Mahut  | 6–4, 6–4      | Łukasz Kubot Marcelo Melo          |
| 12/10 | Sardegna Open (ATP 250)           | Pula, Ý                | Laslo Đere                           | 7–6(7–3), 7–5 | Marco Cecchinato                   |
| 12/10 | Sardegna Open (ATP 250)           | Pula, Ý                | Marcus Daniell Philipp Oswald        | 6–3, 6–4      | Juan Sebastián Cabal Robert Farah  |
| 19/10 | European Open (ATP 250)           | Antwerp, Bỉ            | Ugo Humbert                          | 6–1, 7–6(7–4) | Alex de Minaur                     |
| 19/10 | European Open (ATP 250)           | Antwerp, Bỉ            | John Peers Michael Venus             | 6–3, 6–4      | Rohan Bopanna Matwé Middelkoop     |
| 19/10 | Bett1Hulks Championship (ATP 250) | Cologne, Đức           | Alexander Zverev                     | 6–2, 6–1      | Diego Schwartzman                  |
| 19/10 | Bett1Hulks Championship (ATP 250) | Cologne, Đức           | Raven Klaasen Ben McLachlan          | 6–2, 6–4      | Kevin Krawietz Andreas Mies        |
| 26/10 | Vienna Open (ATP 500)             | Vienna, Áo             | Andrey Rublev                        | 6–4, 6–4      | Lorenzo Sonego                     |
| 26/10 | Vienna Open (ATP 500)             | Vienna, Áo             | Łukasz Kubot Marcelo Melo            | 7–6(7–5), 7–5 | Jamie Murray Neal Skupski          |
| 26/10 | Astana Open (ATP 250)             | Nur-Sultan, Kazakhstan | John Millman                         | 7–5, 6–1      | Adrian Mannarino                   |
| 26/10 | Astana Open (ATP 250)             | Nur-Sultan, Kazakhstan | Sander Gillé Joran Vliegen           | 7–5, 6–3      | Max Purcell Luke Saville           |

### Tháng 11
| Tuần        | Giải đấu                         | Địa điểm               | Vô địch                              | Tỷ số                      | Á quân                               |
| ----------- | -------------------------------- | ---------------------- | ------------------------------------ | -------------------------- | ------------------------------------ |
| 02/11       | Paris Masters (ATP Masters 1000) | Paris, Pháp            | Daniil Medvedev                      | 5–7, 6–4, 6–1              | Alexander Zverev                     |
| 02/11       | Paris Masters (ATP Masters 1000) | Paris, Pháp            | Félix Auger-Aliassime Hubert Hurkacz | 6–7(3–7), 7–6(9–7), [10–2] | Mate Pavić Bruno Soares              |
| 09/11       | Sofia Open (ATP 250)             | Sofia, Bulgaria        | Jannik Sinner                        | 6–4, 3–6, 7–6(7–3)         | Vasek Pospisil                       |
| 09/11       | Sofia Open (ATP 250)             | Sofia, Bulgaria        | Jamie Murray Neal Skupski            | Bỏ cuộc                    | Jürgen Melzer Édouard Roger-Vasselin |
| 09/11 16/11 | ATP Finals                       | London, Vương quốc Anh | Daniil Medvedev                      | 4–6, 7–6(7–2), 6–4         | Dominic Thiem                        |
| 09/11 16/11 | ATP Finals                       | London, Vương quốc Anh | Wesley Koolhof Nikola Mektić         | 6–2, 3–6, [10–5]           | Jürgen Melzer Édouard Roger-Vasselin |

### Các giải đấu bị ảnh hưởng
Đại dịch Covid-19 đã ảnh hưởng đến nhiều giải đấu trong hệ thống ATP Tour và WTA Tour. Các giải đấu từ ngày 9 tháng 3 đến 21 tháng 8 đều bị hủy bỏ hoặc bị hoãn. Thế vận hội Mùa hè 2020 đã bị hoãn đến năm 2021 và BXH ATP cũng đã bị "đóng băng" trong khoảng thời gian này, với bảng xếp hạng chính thức cuối cùng được công bố vào ngày 16 tháng 3.
| Tuần         | Giải đấu                               | Thể loại              | Địa điểm               | Quốc gia    | Trạng thái                                                           |
| ------------ | -------------------------------------- | --------------------- | ---------------------- | ----------- | -------------------------------------------------------------------- |
| 09/3 – 16/3  | Indian Wells Masters                   | ATP Tour Masters 1000 | Indian Wells           | Hoa Kỳ      | Bị hủy                                                               |
| 23/3 – 30/3  | Miami Open                             | ATP Tour Masters 1000 | Miami Gardens, Florida | Hoa Kỳ      | Bị hủy                                                               |
| 06/4         | U.S. Men's Clay Court Championships    | ATP Tour 250          | Houston                | Hoa Kỳ      | Bị hủy                                                               |
| 06/4         | Grand Prix Hassan II                   | ATP Tour 250          | Marrakesh              | Maroc       | Bị hủy                                                               |
| 13 Apr       | Monte-Carlo Masters                    | ATP Tour Masters 1000 | Roquebrune-Cap-Martin  | Pháp        | Bị hủy                                                               |
| 20 Apr       | Barcelona Open                         | ATP Tour 500          | Barcelona              | Tây Ban Nha | Bị hủy                                                               |
| 20 Apr       | Hungarian Open                         | ATP Tour 250          | Budapest               | Hungary     | Bị hủy                                                               |
| 27 Apr       | Estoril Open                           | ATP Tour 250          | Cascais                | Bồ Đào Nha  | Bị hủy                                                               |
| 27 Apr       | Bavarian International Championships   | ATP Tour 250          | Munich                 | Đức         | Bị hủy                                                               |
| 4 May        | Madrid Open                            | ATP Tour Masters 1000 | Madrid                 | Tây Ban Nha | Initially rescheduled to September, but later cancelled              |
| 11 May       | Italian Open                           | ATP Tour Masters 1000 | Roma                   | Ý           | Rescheduled to September                                             |
| 18 May       | Geneva Open                            | ATP Tour 250          | Geneva                 | Thụy Sĩ     | Cancelled                                                            |
| 18 May       | Lyon Open                              | ATP Tour 250          | Lyon                   | Pháp        | Cancelled                                                            |
| 25 May 1 Jun | French Open                            | Grand Slam            | Paris                  | Pháp        | Rescheduled to September                                             |
| 8 Jun        | Stuttgart Open                         | ATP Tour 250          | Stuttgart              | Đức         | Cancelled                                                            |
| 8 Jun        | Rosmalen Grass Court Championships     | ATP Tour 250          | 's-Hertogenbosch       | Hà Lan      | Cancelled                                                            |
| 15 Jun       | Halle Open,                            | ATP Tour 500          | Halle                  | Đức         | Cancelled                                                            |
| 15 Jun       | Queen's Club Championships             | ATP Tour 500          | London                 | Anh Quốc    | Cancelled                                                            |
| 22 Jun       | Eastbourne International               | ATP Tour 250          | Eastbourne             | Anh Quốc    | Cancelled                                                            |
| 22 Jun       | Mallorca Championships                 | ATP Tour 250          | Santa Ponsa            | Tây Ban Nha | Cancelled                                                            |
| 29 Jun 6 Jul | Wimbledon                              | Grand Slam            | London                 | Anh Quốc    | Cancelled                                                            |
| 13 Jul       | Hamburg European Open                  | ATP Tour 500          | Hamburg                | Đức         | Rescheduled to September                                             |
| 13 Jul       | Hall of Fame Open                      | ATP Tour 250          | Newport                | Hoa Kỳ      | Cancelled                                                            |
| 13 Jul       | Swedish Open                           | ATP Tour 250          | Båstad                 | Thụy Điển   | Cancelled                                                            |
| 20 Jul       | Los Cabos Open                         | ATP Tour 250          | Cabo San Lucas         | México      | Cancelled                                                            |
| 20 Jul       | Swiss Open                             | ATP Tour 250          | Gstaad                 | Thụy Sĩ     | Cancelled                                                            |
| 20 Jul       | Croatia Open                           | ATP Tour 250          | Umag                   | Croatia     | Cancelled                                                            |
| 27 Jul       | Thê! vận hội Mùa hè                    | Olympic Games         | Tokyo                  | Nhật Bản    | Rescheduled to July 2021                                             |
| 27 Jul       | Atlanta Open                           | ATP Tour 250          | Atlanta                | Hoa Kỳ      | Cancelled                                                            |
| 27 Jul       | Austrian Open Kitzbühel                | ATP Tour 250          | Kitzbühel              | Áo          | Rescheduled to September                                             |
| 3 Aug        | Washington Open                        | ATP Tour 500          | Washington D.C.        | Hoa Kỳ      | Cancelled                                                            |
| 10 Aug       | Canadian Open                          | ATP Tour Masters 1000 | Toronto                | Canada      | Cancelled                                                            |
| 17 Aug       | Cincinnati Masters                     | ATP Tour Masters 1000 | Mason                  | Hoa Kỳ      | Rescheduled to 22 August and moved from Mason, Ohio to New York City |
| 24 Aug       | Winston-Salem Open, United States Hard | ATP Tour 250          | Winston-Salem          | Hoa Kỳ      | Cancelled                                                            |
| 21 Sep       | Laver Cup                              | Laver Cup             | Boston                 | Hoa Kỳ      | Postponed to September 2021                                          |
| 21 Sep       | St. Petersburg Open                    | ATP Tour 250          | St. Petersburg         | Nga         | Rescheduled to October as a one-time ATP Tour 500 event              |
| 21 Sep       | Moselle Open                           | ATP Tour 250          | Metz                   | Pháp        | Cancelled                                                            |
| 28 Sep       | Chengdu Open                           | ATP Tour 250          | Thành Đô               | Trung Quốc  | Cancelled                                                            |
| 28 Sep       | Zhuhai Championships                   | ATP Tour 250          | Châu Hải               | Trung Quốc  | Cancelled                                                            |
| 28 Sep       | Sofia Open                             | ATP Tour 250          | Sofia                  | Bulgaria    | Rescheduled to November                                              |
| 5 Oct        | Japan Open                             | ATP Tour 500          | Tokyo                  | Nhật Bản    | Bị hủy                                                               |
| 5 Oct        | China Open                             | ATP Tour 500          | Bắc Kinh               | Trung Quốc  | Bị hủy                                                               |
| 12 Oct       | Shanghai Masters                       | ATP Tour Masters 1000 | Thượng Hải             | Trung Quốc  | Bị hủy                                                               |
| 19 Oct       | Stockholm Open                         | ATP Tour 250          | Stockholm              | Thụy Điển   | Bị hủy                                                               |
| 19 Oct       | Kremlin Cup                            | ATP Tour 250          | Moskva                 | Nga         | Bị hủy                                                               |
| 26 Oct       | Swiss Indoors                          | ATP Tour 500          | Basel                  | Thụy Sĩ     | Bị hủy                                                               |
| 9 Nov        | Next Gen ATP Finals                    | Biểu diễn             | Milano                 | Ý           | Bị hủy                                                               |
| 23 Nov       | Davis Cup (chung kết)                  | Davis Cup             | Madrid                 | Tây Ban Nha | Postponed to November 2021                                           |

## Thông tin thống kê
Các bảng dưới đây thể hiện số danh hiệu đơn (S), đôi (D) và đôi nam nữ (X) mà mỗi tay vợt và mỗi quốc gia giành được xuyên suốt mùa giải trong các hạng mục: Grand Slam, ATP FInals, ATP Tour Masters 1000, ATP Tour 200 và ATP Tour 250. Các tay vợt/quốc gia được sắp xếp theo thứ tự sau:
1. Tổng số danh hiệu (một danh hiệu đôi giành được bởi 2 tay vợt đại diện cho cùng một quốc gia chỉ được tính là một danh hiệu cho quốc gia);
2. (one Grand Slam win equalling two Masters 1000 wins, one undefeated ATP Finals win equalling one-and-a-half Masters 1000 win, one Masters 1000 win equalling two 500 events wins, one 500 event win equalling two 250 events wins);
3. Tầm quan trọng cộng dồn của những danh hiệu đó (1 Grand Slam = 2 Masters 1000; 1 ATP Finals bất bại (1500 điểm) = 1,5 Masters 1000; 1 Masters 1000 = 2 ATP Tour 500, 1 ATP Tour 500 = 2 ATP Tour 250)
4. Danh hiệu đơn > Danh hiệu đôi > Danh hiệu đôi nam nữ;
5. Thứ tự bảng chữ cái (theo họ của các tay vợt).

| Grand Slam            |
| ATP Finals            |
| ATP Tour Masters 1000 |
| ATP Tour 500          |
| ATP Tour 250          |

### Danh hiệu của các tay vợt
| STT | Tổng | Tay vợt                           | Grand Slam | Grand Slam | Grand Slam | ATP Finals | ATP Finals | Masters 1000 | Masters 1000 | Tour 500 | Tour 500 | Tour 250 | Tour 250 | Tổng | Tổng | Tổng |
| STT | Tổng | Tay vợt                           | S          | D          | X          | S          | D          | S            | D            | S        | D        | S        | D        | S    | D    | X    |
| --- | ---- | --------------------------------- | ---------- | ---------- | ---------- | ---------- | ---------- | ------------ | ------------ | -------- | -------- | -------- | -------- | ---- | ---- | ---- |
| 1   | 5    | Andrey Rublev (RUS)               |            |            |            |            |            |              |              | ●        |          | ●        |          | 5    | 0    | 0    |
| 2   | 4    | Novak Djokovic (SRB)              | ●          |            |            | ●          |            | ●            |              |          |          | 4        | 0        | 0    |      |      |
| 3   | 3    | Marcel Granollers (ESP)           |            |            |            |            | ●          |              | ●            |          | ●        | 0        | 3        | 0    |      |      |
| 3   | 3    | Horacio Zeballos (ARG)            | ●          | ●          | ●          |            |            |              |              |          |          | 0        | 3        | 0    |      |      |
| 5   | 3    | John Peers (AUS)                  |            |            | ●          | ●          |            |              |              |          |          | 0        | 3        | 0    |      |      |
| 5   | 3    | Michael Venus (NZL)               | ●          | ●          |            |            |            |              |              |          |          | 0        | 3        | 0    |      |      |
| 7   | 3    | Nicolas Mahut (FRA)               | ●          | ●          |            |            |            |              |              |          |          | 0        | 3        | 0    |      |      |
| 8   | 2    | Nikola Mektić (CRO)               |            |            | ●          |            | ●          |              |              |          |          | 0        | 1        | 1    |      |      |
| 9   | 2    | Rafael Nadal (ESP)                | ●          |            |            |            |            | ●            |              | 2        | 0        | 0        |          |      |      |      |
| 10  | 2    | Mate Pavić (CRO)                  |            | ●          |            |            |            |              | ●            | 0        | 2        | 0        |          |      |      |      |
| 11  | 2    | Daniil Medvedev (RUS)             |            |            |            | ●          |            | ●            |              |          |          | 2        | 0        | 0    |      |      |
| 12  | 2    | Wesley Koolhof (NED)              |            | ●          |            |            | ●          | 0            | 2            | 0        |          |          |          |      |      |      |
| 13  | 2    | Łukasz Kubot (POL)                |            |            |            |            |            | ●            |              |          | 0        | 2        | 0        |      |      |      |
| 13  | 2    | Marcelo Melo (BRA)                | ●          |            |            |            |            |              |              |          | 0        | 2        | 0        |      |      |      |
| 15  | 2    | Cristian Garín (CHI)              | ●          |            | ●          |            | 2          | 0            | 0            |          |          |          |          |      |      |      |
| 15  | 2    | Gaël Monfils (FRA)                | ●          | ●          |            |            | 2          | 0            | 0            |          |          |          |          |      |      |      |
| 17  | 2    | Pierre-Hugues Herbert (FRA)       |            | ●          |            | ●          | 0          | 2            | 0            |          |          |          |          |      |      |      |
| 18  | 2    | Ugo Humbert (FRA)                 |            |            | ●          |            | 2          | 0            | 0            |          |          |          |          |      |      |      |
| 18  | 2    | Alexander Zverev (GER)            | ●          |            |            |            | 2          | 0            | 0            |          |          |          |          |      |      |      |
| 19  | 2    | Ben McLachlan (JPN)               |            | ●          | 0          | 2          | 0          |              |              |          |          |          |          |      |      |      |
| 20  | 1    | Dominic Thiem (AUT)               | ●          |            |            |            |            | 1            | 0            | 0        |          |          |          |      |      |      |
| 21  | 1    | Kevin Krawietz (GER)              |            | ●          |            | 0          | 1          | 0            |              |          |          |          |          |      |      |      |
| 21  | 1    | Andreas Mies (GER)                |            | ●          |            | 0          | 1          | 0            |              |          |          |          |          |      |      |      |
| 21  | 1    | Rajeev Ram (USA)                  | ●          |            |            | 0          | 1          | 0            |              |          |          |          |          |      |      |      |
| 21  | 1    | Joe Salisbury (GBR)               | ●          |            |            | 0          | 1          | 0            |              |          |          |          |          |      |      |      |
| 21  | 1    | Bruno Soares (BRA)                | ●          |            |            | 0          | 1          | 0            |              |          |          |          |          |      |      |      |
| 26  | 1    | Félix Auger-Aliassime (CAN)       |            |            |            | 0          | 1          | 0            |              | ●        |          |          |          |      |      |      |
| 26  | 1    | Pablo Carreño Busta (ESP)         | ●          |            |            | 0          | 1          | 0            |              |          |          |          |          |      |      |      |
| 26  | 1    | Alex de Minaur (AUS)              | ●          |            |            | 0          | 1          | 0            |              |          |          |          |          |      |      |      |
| 26  | 1    | Hubert Hurkacz (POL)              | ●          |            |            | 0          | 1          | 0            |              |          |          |          |          |      |      |      |
| 30  | 1    | Jürgen Melzer (AUT)               |            |            |            | 0          | 1          | 0            | ●            |          |          |          |          |      |      |      |
| 30  | 1    | Édouard Roger-Vasselin (FRA)      | ●          |            |            | 0          | 1          | 0            |              |          |          |          |          |      |      |      |
| 32  | 1    | Laslo Đere (SRB)                  |            |            | ●          |            | 1          | 0            | 0            |          |          |          |          |      |      |      |
| 32  | 1    | Kyle Edmund (GBR)                 | ●          |            |            |            | 1          | 0            | 0            |          |          |          |          |      |      |      |
| 32  | 1    | Miomir Kecmanović (SRB)           | ●          |            |            |            | 1          | 0            | 0            |          |          |          |          |      |      |      |
| 32  | 1    | John Millman (AUS)                | ●          |            |            |            | 1          | 0            | 0            |          |          |          |          |      |      |      |
| 32  | 1    | Reilly Opelka (USA)               | ●          |            |            |            | 1          | 0            | 0            |          |          |          |          |      |      |      |
| 32  | 1    | Casper Ruud (NOR)                 | ●          |            |            |            | 1          | 0            | 0            |          |          |          |          |      |      |      |
| 32  | 1    | Stefanos Tsitsipas (GRE)          | ●          |            |            |            | 1          | 0            | 0            |          |          |          |          |      |      |      |
| 32  | 1    | Jiří Veselý (CZE)                 | ●          |            |            |            | 1          | 0            | 0            |          |          |          |          |      |      |      |
| 32  | 1    | Thiago Seyboth Wild (BRA)         | ●          |            |            |            | 1          | 0            | 0            |          |          |          |          |      |      |      |
| 32  | 1    | Jannik Sinner (ITA)               | ●          |            |            |            | 1          | 0            | 0            |          |          |          |          |      |      |      |
| 42  | 1    | Luke Bambridge (GBR)              |            | ●          | 0          | 1          | 0          |              |              |          |          |          |          |      |      |      |
| 42  | 1    | Rohan Bopanna (IND)               | ●          |            | 0          | 1          | 0          |              |              |          |          |          |          |      |      |      |
| 42  | 1    | Bob Bryan (USA)                   | ●          |            | 0          | 1          | 0          |              |              |          |          |          |          |      |      |      |
| 42  | 1    | Mike Bryan (USA)                  | ●          |            | 0          | 1          | 0          |              |              |          |          |          |          |      |      |      |
| 42  | 1    | Nikola Ćaćić (SRB)                | ●          |            | 0          | 1          | 0          |              |              |          |          |          |          |      |      |      |
| 42  | 1    | Roberto Carballés Baena (ESP)     | ●          |            | 0          | 1          | 0          |              |              |          |          |          |          |      |      |      |
| 42  | 1    | Marcus Daniell (NZL)              | ●          |            | 0          | 1          | 0          |              |              |          |          |          |          |      |      |      |
| 42  | 1    | Alejandro Davidovich Fokina (ESP) | ●          |            | 0          | 1          | 0          |              |              |          |          |          |          |      |      |      |
| 42  | 1    | Marcelo Demoliner (BRA)           | ●          |            | 0          | 1          | 0          |              |              |          |          |          |          |      |      |      |
| 42  | 1    | Sander Gillé (BEL)                | ●          |            | 0          | 1          | 0          |              |              |          |          |          |          |      |      |      |
| 42  | 1    | Máximo González (ARG)             | ●          |            | 0          | 1          | 0          |              |              |          |          |          |          |      |      |      |
| 42  | 1    | André Göransson (SWE)             | ●          |            | 0          | 1          | 0          |              |              |          |          |          |          |      |      |      |
| 42  | 1    | Dominic Inglot (GBR)              | ●          |            | 0          | 1          | 0          |              |              |          |          |          |          |      |      |      |
| 42  | 1    | Raven Klaasen (RSA)               | ●          |            | 0          | 1          | 0          |              |              |          |          |          |          |      |      |      |
| 42  | 1    | Austin Krajicek (USA)             | ●          |            | 0          | 1          | 0          |              |              |          |          |          |          |      |      |      |
| 42  | 1    | Fabrice Martin (FRA)              | ●          |            | 0          | 1          | 0          |              |              |          |          |          |          |      |      |      |
| 42  | 1    | Matwé Middelkoop (NED)            | ●          |            | 0          | 1          | 0          |              |              |          |          |          |          |      |      |      |
| 42  | 1    | Jamie Murray (GBR)                | ●          |            | 0          | 1          | 0          |              |              |          |          |          |          |      |      |      |
| 42  | 1    | Philipp Oswald (AUT)              | ●          |            | 0          | 1          | 0          |              |              |          |          |          |          |      |      |      |
| 42  | 1    | Vasek Pospisil (CAN)              | ●          |            | 0          | 1          | 0          |              |              |          |          |          |          |      |      |      |
| 42  | 1    | Aisam-ul-Haq Qureshi (PAK)        | ●          |            | 0          | 1          | 0          |              |              |          |          |          |          |      |      |      |
| 42  | 1    | Christopher Rungkat (INA)         | ●          |            | 0          | 1          | 0          |              |              |          |          |          |          |      |      |      |
| 42  | 1    | Neal Skupski (GBR)                | ●          |            | 0          | 1          | 0          |              |              |          |          |          |          |      |      |      |
| 42  | 1    | Franko Škugor (CRO)               | ●          |            | 0          | 1          | 0          |              |              |          |          |          |          |      |      |      |
| 42  | 1    | Joran Vliegen (BEL)               | ●          |            | 0          | 1          | 0          |              |              |          |          |          |          |      |      |      |

### Danh hiệu theo quốc gia có tay vợt vô địch các giải đấu ATP Tour 2020
| STT | Tổng | Quốc gia           | Grand Slam | Grand Slam | Grand Slam | ATP Finals | ATP Finals | Masters 1000 | Masters 1000 | Tour 500 | Tour 500 | Tour 250 | Tour 250 | Tổng | Tổng | Tổng |
| STT | Tổng | Quốc gia           | S          | D          | X          | S          | D          | S            | D            | S        | D        | S        | D        | S    | D    | X    |
| --- | ---- | ------------------ | ---------- | ---------- | ---------- | ---------- | ---------- | ------------ | ------------ | -------- | -------- | -------- | -------- | ---- | ---- | ---- |
| 1   | 9    | Pháp (FRA)         |            |            |            |            |            |              |              | 1        | 2        | 3        | 3        | 4    | 5    | 0    |
| 2   | 7    | Serbia (SRB)       | 1          |            |            |            |            | 2            |              | 1        |          | 2        | 1        | 6    | 1    | 0    |
| 3   | 7    | Tây Ban Nha (ESP)  | 1          |            | 2          | 1          |            | 2            | 2            | 5        |          |          |          |      |      | 0    |
| 4   | 7    | Nga (RUS)          |            |            |            | 1          |            | 1            |              | 3        |          | 2        |          | 7    | 0    | 0    |
| 5   | 5    | Croatia (CRO)      |            | 1          | 1          |            | 1          |              |              |          |          |          | 2        | 0    | 4    | 1    |
| 6   | 5    | Brasil (BRA)       | 1          |            |            |            |            | 2            | 1            | 1        | 1        | 4        | 0        |      |      |      |
| 7   | 5    | Anh Quốc (GBR)     | 1          |            |            | 1          | 3          | 1            | 4            |          |          |          | 0        |      |      |      |
| 8   | 5    | Úc (AUS)           |            |            |            | 1          |            | 2            | 1            | 1        | 1        | 4        | 0        |      |      |      |
| 9   | 4    | Hoa Kỳ (USA)       |            | 1          |            |            |            |              |              |          |          | 1        | 2        | 1    | 3    | 0    |
| 10  | 4    | Argentina (ARG)    |            |            |            |            | 1          |              | 1            |          | 2        | 0        | 4        |      |      | 0    |
| 11  | 4    | New Zealand (NZL)  |            |            | 2          | 2          | 0          | 4            |              |          |          |          |          |      |      | 0    |
| 12  | 3    | Áo (AUT)           | 1          |            |            |            |            |              |              |          | 1        |          | 1        | 1    | 2    | 0    |
| 13  | 3    | Đức (GER)          |            | 1          |            |            |            | 2            |              | 2        | 1        |          |          |      |      | 0    |
| 14  | 3    | Hà Lan (NED)       |            |            |            |            | 1          |              | 2            | 0        | 3        |          |          |      |      | 0    |
| 15  | 3    | Ba Lan (POL)       |            |            |            | 1          |            | 2            |              |          | 3        |          |          |      |      | 0    |
| 16  | 2    | Canada (CAN)       |            |            |            |            |            |              | 1            |          |          |          | 1        | 0    | 2    | 0    |
| 17  | 2    | Chile (CHI)        |            |            | 1          |            | 1          |              | 2            | 0        |          |          |          |      |      | 0    |
| 18  | 2    | Nhật Bản (JPN)     |            |            |            | 2          | 0          | 2            |              |          |          |          |          |      |      | 0    |
| 19  | 1    | Cộng hòa Séc (CZE) |            |            |            |            |            |              |              |          |          | 1        |          | 1    | 0    | 0    |
| 19  | 1    | Hy Lạp (GRE)       |            |            |            |            |            |              |              |          |          | 1        |          | 1    | 0    | 0    |
| 19  | 1    | Na Uy (NOR)        |            |            |            |            |            |              |              |          |          | 1        |          | 1    | 0    | 0    |
| 19  | 1    | Ý (ITA)            |            |            |            |            |            |              |              |          |          | 1        |          | 1    | 0    | 0    |
| 23  | 1    | Bỉ (BEL)           |            | 1          | 0          | 1          |            |              |              |          |          |          |          |      |      | 0    |
| 23  | 1    | Ấn Độ (IND)        |            | 1          | 0          | 1          |            |              |              |          |          |          |          |      |      | 0    |
| 23  | 1    | Indonesia (INA)    |            | 1          | 0          | 1          |            |              |              |          |          |          |          |      |      | 0    |
| 23  | 1    | Pakistan (PAK)     |            | 1          | 0          | 1          |            |              |              |          |          |          |          |      |      | 0    |
| 23  | 1    | Nam Phi (RSA)      |            | 1          | 0          | 1          |            |              |              |          |          |          |          |      |      | 0    |
| 23  | 1    | Thụy Điển (SWE)    |            | 1          | 0          | 1          |            |              |              |          |          |          |          |      |      | 0    |

## Bảng xếp hạng ATP
Đây là Bảng xếp hạng ATP và Bảng xếp hạng cuộc đua ATP hàng năm của 20 tay vợt đơn, tay vợt đôi và đội đôi hàng đầu của mùa giải 2020. Bảng xếp hạng đã bị "đóng băng" cho đến khi bắt đầu lại mùa giải 2020 vào ngày 3 tháng 8 năm 2020.

### Đơn
| Bảng xếp hạng ATP Final | Bảng xếp hạng ATP Final     | Bảng xếp hạng ATP Final | Bảng xếp hạng ATP Final | Bảng xếp hạng ATP Final |
| Hạng                    | Tay vợt                     | Điểm                    | Giải đấu                |                         |
| ----------------------- | --------------------------- | ----------------------- | ----------------------- | ----------------------- |
| 1                       | Novak Djokovic (SRB)        | 11,630                  | 17                      |                         |
| 2                       | Rafael Nadal (ESP)          | 9,450                   | 17                      |                         |
| 3                       | Dominic Thiem (AUT)         | 8,325                   | 20                      |                         |
| 4                       | Daniil Medvedev (RUS)       | 6,970                   | 23                      |                         |
| 5                       | Roger Federer (SUI)         | 6,230                   | 16                      |                         |
| 6                       | Alexander Zverev (GER)      | 5,125                   | 26                      |                         |
| 7                       | Stefanos Tsitsipas (GRE)    | 4,625                   | 27                      |                         |
| 8                       | Andrey Rublev (RUS)         | 3,919                   | 25                      |                         |
| 9                       | Diego Schwartzman (ARG)     | 3,455                   | 25                      |                         |
| 10                      | Matteo Berrettini (ITA)     | 2,875                   | 20                      |                         |
| 11                      | Gaël Monfils (FRA)          | 2,860                   | 22                      |                         |
| 12                      | Denis Shapovalov (CAN)      | 2,830                   | 29                      |                         |
| 13                      | Roberto Bautista Agut (ESP) | 2,710                   | 24                      |                         |
| 14                      | Milos Raonić (CAN)          | 2,580                   | 20                      |                         |
| 15                      | David Goffin (BEL)          | 2,555                   | 26                      |                         |
| 16                      | Pablo Carreño Busta (ESP)   | 2,535                   | 26                      |                         |
| 17                      | Fabio Fognini (ITA)         | 2,400                   | 24                      |                         |
| 18                      | Stan Wawrinka (SUI)         | 2,320                   | 21                      |                         |
| 19                      | Grigor Dimitrov (BUL)       | 2,260                   | 25                      |                         |
| 20                      | Karen Khachanov (RUS)       | 2,245                   | 28                      |                         |

| BXH kết thúc năm 2020 (28/12/2020) | BXH kết thúc năm 2020 (28/12/2020) | BXH kết thúc năm 2020 (28/12/2020) | BXH kết thúc năm 2020 (28/12/2020) | BXH kết thúc năm 2020 (28/12/2020) | BXH kết thúc năm 2020 (28/12/2020) | BXH kết thúc năm 2020 (28/12/2020) | BXH kết thúc năm 2020 (28/12/2020) |
| #                                  | Tay vợt                            | Điểm                               | #Trn                               | '19 Rk                             | High                               | Low                                | '19→'20                            |
| ---------------------------------- | ---------------------------------- | ---------------------------------- | ---------------------------------- | ---------------------------------- | ---------------------------------- | ---------------------------------- | ---------------------------------- |
| 1                                  | Novak Djokovic (SRB)               | 12,030                             | 18                                 | 2                                  | 1                                  | 2                                  | 1                                  |
| 2                                  | Rafael Nadal (ESP)                 | 9,850                              | 18                                 | 1                                  | 1                                  | 2                                  | 1                                  |
| 3                                  | Dominic Thiem (AUT)                | 9,125                              | 21                                 | 4                                  | 3                                  | 5                                  | 1                                  |
| 4                                  | Daniil Medvedev (RUS)              | 8,470                              | 24                                 | 5                                  | 4                                  | 6                                  | 1                                  |
| 5                                  | Roger Federer (SUI)                | 6,630                              | 16                                 | 3                                  | 3                                  | 5                                  | 2                                  |
| 6                                  | Stefanos Tsitsipas (GRE)           | 5,925                              | 28                                 | 6                                  | 5                                  | 6                                  | Giữ nguyên                         |
| 7                                  | Alexander Zverev (GER)             | 5,525                              | 27                                 | 7                                  | 7                                  | 7                                  | Giữ nguyên                         |
| 8                                  | Andrey Rublev (RUS)                | 4,119                              | 26                                 | 23                                 | 8                                  | 23                                 | 15                                 |
| 9                                  | Diego Schwartzman (ARG)            | 3,455                              | 26                                 | 13                                 | 8                                  | 15                                 | 4                                  |
| 10                                 | Matteo Berrettini (ITA)            | 3,075                              | 21                                 | 8                                  | 8                                  | 10                                 | 2                                  |
| 11                                 | Gaël Monfils (FRA)                 | 2,860                              | 23                                 | 9                                  | 9                                  | 11                                 | 2                                  |
| 12                                 | Denis Shapovalov (CAN)             | 2,830                              | 30                                 | 14                                 | 10                                 | 17                                 | 2                                  |
| 13                                 | Roberto Bautista Agut (ESP)        | 2,710                              | 25                                 | 10                                 | 9                                  | 13                                 | 3                                  |
| 14                                 | Milos Raonić (CAN)                 | 2,580                              | 21                                 | 32                                 | 14                                 | 37                                 | 18                                 |
| 15                                 | David Goffin (BEL)                 | 2,555                              | 27                                 | 11                                 | 10                                 | 15                                 | 4                                  |
| 16                                 | Pablo Carreno Busta (ESP)          | 2,535                              | 27                                 | 27                                 | 15                                 | 30                                 | 11                                 |
| 17                                 | Fabio Fognini (ITA)                | 2,400                              | 25                                 | 12                                 | 11                                 | 17                                 | 5                                  |
| 18                                 | Stan Wawrinka (SUI)                | 2,320                              | 22                                 | 15                                 | 13                                 | 20                                 | 3                                  |
| 19                                 | Grigor Dimitrov (BUL)              | 2,260                              | 26                                 | 20                                 | 18                                 | 23                                 | 1                                  |
| 20                                 | Karen Khachanov (RUS)              | 2,245                              | 29                                 | 17                                 | 15                                 | 20                                 | 3                                  |

| BXH chỉ dành cho các sự kiện trong năm 2020 | BXH chỉ dành cho các sự kiện trong năm 2020 | BXH chỉ dành cho các sự kiện trong năm 2020 | BXH chỉ dành cho các sự kiện trong năm 2020 | BXH chỉ dành cho các sự kiện trong năm 2020 |
| Hạng                                        | Tay vợt                                     | Điểm                                        | Giải đấu                                    |                                             |
| ------------------------------------------- | ------------------------------------------- | ------------------------------------------- | ------------------------------------------- | ------------------------------------------- |
| 1                                           | Novak Djokovic (SRB)                        | 6455                                        | 8                                           |                                             |
| 2                                           | Dominic Thiem (AUT)                         | 3815                                        | 7                                           |                                             |
| 3                                           | Rafael Nadal (ESP)                          | 3650                                        | 6                                           |                                             |
| 4                                           | Alexander Zverev (GER)                      | 3255                                        | 9                                           |                                             |
| 5                                           | Andrey Rublev (RUS)                         | 3135                                        | 13                                          |                                             |
| 6                                           | Daniil Medvedev (RUS)                       | 2525                                        | 11                                          |                                             |
| 7                                           | Stefanos Tsitsipas (GRE)                    | 2295                                        | 12                                          |                                             |
| 8                                           | Diego Schwartzman (ARG)                     | 2220                                        | 11                                          |                                             |
| 9                                           | Milos Raonić (CAN)                          | 1725                                        | 10                                          |                                             |
| 10                                          | Pablo Carreño Busta (ESP)                   | 1675                                        | 12                                          |                                             |
| 11                                          | Casper Ruud (NOR)                           | 1280                                        | 14                                          |                                             |
| 12                                          | Denis Shapovalov (CAN)                      | 1240                                        | 14                                          |                                             |
| 13                                          | Cristian Garín (CHI)                        | 1220                                        | 12                                          |                                             |
| 14                                          | Félix Auger-Aliassime (CAN)                 | 1175                                        | 17                                          |                                             |
| 15                                          | Ugo Humbert (FRA)                           | 1170                                        | 16                                          |                                             |
| 16                                          | Gaël Monfils (FRA)                          | 1165                                        | 9                                           |                                             |
| 17                                          | Roberto Bautista Agut (ESP)                 | 1150                                        | 9                                           |                                             |
| 18                                          | Borna Ćorić (CRO)                           | 1115                                        | 11                                          |                                             |
| 19                                          | Stan Wawrinka (SUI)                         | 1060                                        | 10                                          |                                             |
| 20                                          | Jannik Sinner (ITA)                         | 1030                                        | 14                                          |                                             |

#### Số 1 thế giới trong năm 2020
| Tay vợt              | Ngày đạt được          | Ngày mất ngôi vị       |
| -------------------- | ---------------------- | ---------------------- |
| Rafael Nadal (ESP)   | Kết thúc ATP Tour 2019 | 02/02                  |
| Novak Djokovic (SRB) | 03/02                  | Kết thúc ATP Tour 2020 |

### Đôi
| Doubles team race rankings final rankings | Doubles team race rankings final rankings          | Doubles team race rankings final rankings | Doubles team race rankings final rankings | Doubles team race rankings final rankings |
| #                                         | Team                                               | Points                                    | Tours                                     |                                           |
| ----------------------------------------- | -------------------------------------------------- | ----------------------------------------- | ----------------------------------------- | ----------------------------------------- |
| 1                                         | Mate Pavić (CRO) · Bruno Soares (BRA)              | 3,785                                     | 12                                        |                                           |
| 2                                         | Rajeev Ram (USA) · Joe Salisbury (GBR)             | 3,750                                     | 10                                        |                                           |
| 3                                         | Wesley Koolhof (NED) · Nikola Mektić (CRO)         | 3,625                                     | 13                                        |                                           |
| 4                                         | Kevin Krawietz (GER) · Andreas Mies (GER)          | 3,110                                     | 14                                        |                                           |
| 5                                         | Jürgen Melzer (AUT) · Édouard Roger-Vasselin (FRA) | 2,980                                     | 16                                        |                                           |
| 6                                         | Marcel Granollers (ESP) · Horacio Zeballos (ARG)   | 2,840                                     | 10                                        |                                           |
| 7                                         | Łukasz Kubot (POL) · Marcelo Melo (BRA)            | 2,340                                     | 14                                        |                                           |
| 8                                         | John Peers (AUS) · Michael Venus (NZL)             | 2,240                                     | 14                                        |                                           |
| 9                                         | Jamie Murray (GBR) · Neal Skupski (GBR)            | 2,140                                     | 16                                        |                                           |
| 10                                        | Max Purcell (AUS) · Luke Saville (AUS)             | 1,665                                     | 12                                        |                                           |

| Year-end rankings 2020 (28 December 2020) | Year-end rankings 2020 (28 December 2020) | Year-end rankings 2020 (28 December 2020) | Year-end rankings 2020 (28 December 2020) | Year-end rankings 2020 (28 December 2020) | Year-end rankings 2020 (28 December 2020) | Year-end rankings 2020 (28 December 2020) | Year-end rankings 2020 (28 December 2020) |
| #                                         | Player                                    | Points                                    | #Trn                                      | '19 Rank                                  | High                                      | Low                                       | '19→'20                                   |
| ----------------------------------------- | ----------------------------------------- | ----------------------------------------- | ----------------------------------------- | ----------------------------------------- | ----------------------------------------- | ----------------------------------------- | ----------------------------------------- |
| 1                                         | Robert Farah (COL)                        | 8,530                                     | 23                                        | 1T                                        | 1                                         | 1                                         | Giữ nguyên                                |
| 2                                         | Juan Sebastián Cabal (COL)                | 8,440                                     | 23                                        | 1T                                        | 1                                         | 2                                         | 1                                         |
| 3                                         | Horacio Zeballos (ARG)                    | 7,180                                     | 25                                        | 4                                         | 3                                         | 4                                         | 1                                         |
| 4                                         | Mate Pavić (CRO)                          | 6,950                                     | 30                                        | 17                                        | 4                                         | 17                                        | 13                                        |
| 5                                         | Wesley Koolhof (NED)                      | 6,590                                     | 31                                        | 18                                        | 5                                         | 18                                        | 13                                        |
| 6                                         | Nicolas Mahut (FRA)                       | 6,430                                     | 24                                        | 3                                         | 3                                         | 6                                         | 3                                         |
| 7                                         | Bruno Soares (BRA)                        | 6,430                                     | 25                                        | 21                                        | 6                                         | 27                                        | 14                                        |
| 8                                         | Nikola Mektić (CRO)                       | 6,330                                     | 30                                        | 14                                        | 8                                         | 22                                        | 6                                         |
| 9                                         | Marcel Granollers (ESP)                   | 5,775                                     | 25                                        | 26                                        | 7                                         | 27                                        | 17                                        |
| 10                                        | Łukasz Kubot (POL)                        | 5,700                                     | 28                                        | 5                                         | 5                                         | 12T                                       | 5                                         |
| 10                                        | Marcelo Melo (BRA)                        | 5,700                                     | 28                                        | 7                                         | 5T                                        | 12T                                       | 3                                         |
| 12                                        | Joe Salisbury (GBR)                       | 5,690                                     | 27                                        | 22                                        | 3                                         | 22                                        | 10                                        |
| 13                                        | Michael Venus (NZL)                       | 5,630                                     | 26                                        | 10                                        | 8                                         | 14                                        | 3                                         |
| 14                                        | Rajeev Ram (USA)                          | 5,600                                     | 25                                        | 24                                        | 5                                         | 24                                        | 10                                        |
| 15                                        | Édouard Roger-Vasselin (FRA)              | 5,570                                     | 33                                        | 15                                        | 15                                        | 22                                        | Giữ nguyên                                |
| 16                                        | Ivan Dodig (CRO)                          | 5,100                                     | 27                                        | 12                                        | 8                                         | 16                                        | 4                                         |
| 17                                        | Filip Polášek (SVK)                       | 5,030                                     | 27                                        | 13                                        | 7                                         | 17                                        | 4                                         |
| 18                                        | Raven Klaasen (RSA)                       | 4,840                                     | 28                                        | 8                                         | 8                                         | 18                                        | 10                                        |
| 19                                        | Kevin Krawietz (GER)                      | 4,715                                     | 33                                        | 9                                         | 8                                         | 19                                        | 10                                        |
| 20                                        | Andreas Mies (GER)                        | 4,680                                     | 33                                        | 11                                        | 10                                        | 20                                        | 9                                         |

#### Số 1 thế giới trong năm 2020
| Holder                                        | Date gained            | Date forfeited         |
| --------------------------------------------- | ---------------------- | ---------------------- |
| Juan Sebastián Cabal (COL) Robert Farah (COL) | Kết thúc ATP Tour 2019 | 02/02                  |
| Robert Farah (COL)                            | 03/02                  | Kết thúc ATP Tour 2020 |

## Điểm
| Giai đoạn                       | Vô địch               | Á quân               | Bán kết             | Tứ kết                                                                                | Vòng 16                                                                               | Vòng 32                                                                               | Vòng 64                                                                               | Vòng 128                                                                              | Vòng loại                                                                             | Vòng loại 3                                                                           | Vòngl loại 2                                                                          | Vòng loại 1                                                                           |
| Grand Slam (128S)               | 2000                  | 1200                 | 720                 | 360                                                                                   | 180                                                                                   | 90                                                                                    | 45                                                                                    | 10                                                                                    | 25                                                                                    | 16                                                                                    | 8                                                                                     | 0                                                                                     |
| Grand Slam (64D)                | 2000                  | 1200                 | 720                 | 360                                                                                   | 180                                                                                   | 90                                                                                    | 0                                                                                     | –                                                                                     | 25                                                                                    | –                                                                                     | 0                                                                                     | 0                                                                                     |
| ATP Finals (8S/8D)              | 1500 (max) 1100 (min) | 1000 (max) 600 (min) | 600 (max) 200 (min) | +200 cho mỗi trận thắng ở vòng bảng +400 khi lọt vào trận chung kết +500 khi vô địch. | +200 cho mỗi trận thắng ở vòng bảng +400 khi lọt vào trận chung kết +500 khi vô địch. | +200 cho mỗi trận thắng ở vòng bảng +400 khi lọt vào trận chung kết +500 khi vô địch. | +200 cho mỗi trận thắng ở vòng bảng +400 khi lọt vào trận chung kết +500 khi vô địch. | +200 cho mỗi trận thắng ở vòng bảng +400 khi lọt vào trận chung kết +500 khi vô địch. | +200 cho mỗi trận thắng ở vòng bảng +400 khi lọt vào trận chung kết +500 khi vô địch. | +200 cho mỗi trận thắng ở vòng bảng +400 khi lọt vào trận chung kết +500 khi vô địch. | +200 cho mỗi trận thắng ở vòng bảng +400 khi lọt vào trận chung kết +500 khi vô địch. | +200 cho mỗi trận thắng ở vòng bảng +400 khi lọt vào trận chung kết +500 khi vô địch. |
| ATP Tour Masters 1000 (96S)     | 1000                  | 600                  | 360                 | 180                                                                                   | 90                                                                                    | 45                                                                                    | 25                                                                                    | 10                                                                                    | 16                                                                                    | –                                                                                     | 8                                                                                     | 0                                                                                     |
| ATP Tour Masters 1000 (56S/48S) | 1000                  | 600                  | 360                 | 180                                                                                   | 90                                                                                    | 45                                                                                    | 10                                                                                    | –                                                                                     | 25                                                                                    | –                                                                                     | 16                                                                                    | 0                                                                                     |
| ATP Tour Masters 1000 (32D)     | 1000                  | 600                  | 360                 | 180                                                                                   | 90                                                                                    | 0                                                                                     | –                                                                                     | –                                                                                     | –                                                                                     | –                                                                                     | –                                                                                     | –                                                                                     |
| ATP Tour 500 (48S)              | 500                   | 300                  | 180                 | 90                                                                                    | 45                                                                                    | 20                                                                                    | 0                                                                                     | –                                                                                     | 10                                                                                    | –                                                                                     | 4                                                                                     | 0                                                                                     |
| ATP Tour 500 (32S)              | 500                   | 300                  | 180                 | 90                                                                                    | 45                                                                                    | 0                                                                                     | –                                                                                     | –                                                                                     | 20                                                                                    | –                                                                                     | 10                                                                                    | 0                                                                                     |
| ATP Tour 500 (16D)              | 500                   | 300                  | 180                 | 90                                                                                    | 0                                                                                     | –                                                                                     | –                                                                                     | –                                                                                     | 45                                                                                    | –                                                                                     | 25                                                                                    | 0                                                                                     |
| ATP Tour 250 (48S)              | 250                   | 150                  | 90                  | 45                                                                                    | 20                                                                                    | 10                                                                                    | 0                                                                                     | –                                                                                     | 5                                                                                     | –                                                                                     | 3                                                                                     | 0                                                                                     |
| ATP Tour 250 (32S/28S)          | 250                   | 150                  | 90                  | 45                                                                                    | 20                                                                                    | 0                                                                                     | –                                                                                     | –                                                                                     | 12                                                                                    | –                                                                                     | 6                                                                                     | 0                                                                                     |
| ATP Tour 250 (16D)              | 250                   | 150                  | 90                  | 45                                                                                    | 0                                                                                     | –                                                                                     | –                                                                                     | –                                                                                     | –                                                                                     | –                                                                                     | –                                                                                     | –                                                                                     |

- S là số tay vợt tham dự giải ở nội dung đơn, D là số tay vợt tham dự giải ở nội dung đôi; max là điểm tối đa, min là điểm tối thiểu.

## Tiền thưởng giành được
| Tiền thưởng giành được vào 07/12/2020(đơn vị tính: USD) | Tiền thưởng giành được vào 07/12/2020(đơn vị tính: USD) | Tiền thưởng giành được vào 07/12/2020(đơn vị tính: USD) | Tiền thưởng giành được vào 07/12/2020(đơn vị tính: USD) | Tiền thưởng giành được vào 07/12/2020(đơn vị tính: USD) |
| Hạng                                                    | Tay vợt                                                 | Đơn                                                     | Đôi                                                     | Kết thúc năm                                            |
| ------------------------------------------------------- | ------------------------------------------------------- | ------------------------------------------------------- | ------------------------------------------------------- | ------------------------------------------------------- |
| 1                                                       | Novak Djokovic (SRB)                                    | 6.435.158                                               | 76.075                                                  | 6.511.233                                               |
| 2                                                       | Dominic Thiem (AUT)                                     | 6.024.876                                               | 5880                                                    | 6.030.756                                               |
| 3                                                       | Rafael Nadal (ESP)                                      | 3.856.127                                               | 25.075                                                  | 3.881.202                                               |
| 4                                                       | Daniil Medvedev (RUS)                                   | 3.607.670                                               | 15.221                                                  | 3.622.891                                               |
| 5                                                       | Alexander Zverev (GER)                                  | 3.255.077                                               | 24.889                                                  | 3.279.966                                               |
| 6                                                       | Andrey Rublev (RUS)                                     | 2.169.487                                               | 54.378                                                  | 2,223,865                                               |
| 7                                                       | Stefanos Tsitsipas (GRE)                                | 2.093.232                                               | 13.218                                                  | 2.106.450                                               |
| 8                                                       | Pablo Carreño Busta (ESP)                               | 1.736.746                                               | 204.724                                                 | 1.941.470                                               |
| 9                                                       | Diego Schwartzman (ARG)                                 | 1.550.441                                               | 34.928                                                  | 1.585.369                                               |
| 10                                                      | Roberto Bautista Agut (ESP)                             | 1.390.184                                               | 0                                                       | 1.390.184                                               |

## Best matches by ATPTour.com

### Best 5 Grand Slam tournament matches
|   | Event           | Round | Surface | Winner           | Opponent           | Result                                       |
| - | --------------- | ----- | ------- | ---------------- | ------------------ | -------------------------------------------- |
| 1 | Australian Open | F     | Hard    | Novak Djokovic   | Dominic Thiem      | 6–4, 4–6, 2–6, 6–3, 6–4                      |
| 2 | Australian Open | R3    | Hard    | Nick Kyrgios     | Karen Khachanov    | 6–2, 7–6(7–5), 6–7(6–8), 6–7(7–9), 7–6(10–8) |
| 3 | Australian Open | R3    | Hard    | Roger Federer    | John Millman       | 4–6, 7–6(7–2), 6–4, 4–6, 7–6(10–8)           |
| 4 | US Open         | R3    | Hard    | Borna Ćorić      | Stefanos Tsitsipas | 6–7(2–7), 6–4, 4–6, 7–5, 7–6(7–4)            |
| 5 | French Open     | R1    | Clay    | Lorenzo Giustino | Corentin Moutet    | 0–6, 7–6(9–7), 7–6(7–3), 2–6, 18–16          |

### Best 5 ATP Tour matches
|    | Event        | Round | Surface  | Winner            | Opponent           | Result                       |
| -- | ------------ | ----- | -------- | ----------------- | ------------------ | ---------------------------- |
| 1. | ATP Finals   | SF    | Hard (i) | Dominic Thiem     | Novak Djokovic     | 7–5, 6–7(10–12), 7–6(7–5)    |
| 2. | ATP Finals   | SF    | Hard (i) | Daniil Medvedev   | Rafael Nadal       | 3–6, 7–6(7–4), 6–3           |
| 3. | Italian Open | SF    | Clay     | Diego Schwartzman | Denis Shapovalov   | 6–4, 5–7, 7–6(7–4)           |
| 4. | ATP Cup      | SF    | Hard     | Novak Djokovic    | Daniil Medvedev    | 6–1, 5–7, 6–4                |
| 5. | ATP Cup      | RR    | Hard     | Nick Kyrgios      | Stefanos Tsitsipas | 7–6(9–7), 6–7(3–7), 7–6(7–5) |

## References
1. ↑  "ATP Suspends Tour For Six Weeks Due To Public Health & Safety Issues Over COVID-19". ATP. ngày 12 tháng 3 năm 2020.
2. ↑  "ATP & WTA Extend Suspension Of Tours". ATP. ngày 18 tháng 3 năm 2020.
3. ↑  "ATP & WTA Announce Further Suspension Of Tours". ATP. ngày 1 tháng 4 năm 2020.
4. ↑  "Tokyo 2020: Olympic Games postponed because of coronavirus". BBC Sport. ngày 24 tháng 3 năm 2020.
5. ↑  "ATP Extends Tour Suspension". ATP. ngày 15 tháng 5 năm 2020.
6. ↑  "ATP công bố lịch trình phần còn lại của quần vợt nam thế giới". Tạp Chí Điện Tử TTV. ngày 17 tháng 8 năm 2020. Bản gốc lưu trữ ngày 9 tháng 10 năm 2022. Truy cập ngày 9 tháng 10 năm 2022.
7. ↑  "ATP Issues Revised Calendar For Tour Resumption". ATP. ngày 17 tháng 6 năm 2020.
8. 1 2  "ATP Prize Money Leaders" (PDF).
9. 1 2  "ATP Race To London". ATP Tour. Truy cập ngày 24 tháng 2 năm 2020.
10. ↑  "ATP 2020 awards".
11. ↑  "ATP Announces 2020 ATP Tour Calendar". Association of Tennis Professionals. Truy cập ngày 13 tháng 3 năm 2019.
12. ↑  VTV, BAO DIEN TU (ngày 13 tháng 3 năm 2020). "ATP hoãn lịch thi đấu trong 6 tuần tới". BAO DIEN TU VTV. Truy cập ngày 19 tháng 5 năm 2025.
13. ↑  VTV, BAO DIEN TU (ngày 21 tháng 8 năm 2020). "Cincinnati mở rộng - Giải đấu đánh dấu sự trở lại của hệ thống ATP Tour". BAO DIEN TU VTV. Truy cập ngày 19 tháng 5 năm 2025.
14. ↑  Trí, Dân (ngày 28 tháng 9 năm 2020). "Nadal sẵn sàng bảo vệ danh hiệu Roland Garros "khó khăn nhất"". Báo điện tử Dân Trí. Truy cập ngày 19 tháng 5 năm 2025.
15. 1 2 3 4 5 6 7 8  "ATP Suspends Tour For Six Weeks Due To Public Health & Safety Issues Over COVID-19". ATP. ngày 12 tháng 3 năm 2020.
16. 1 2 3 4 5 6 7 8  "ATP & WTA Extend Suspension Of Tours". ATP. ngày 18 tháng 3 năm 2020.
17. 1 2 3 4 5 6 7 8  "ATP & WTA Announce Further Suspension Of Tours". ATP. ngày 1 tháng 4 năm 2020.
18. 1 2 3 4 5 6 7 8  "ATP Extends Tour Suspension". ATP. ngày 15 tháng 5 năm 2020.
19. 1 2 3 4 5 6 7 8 9 10 11  "ATP Issues Revised Calendar For Tour Resumption". ATP. ngày 17 tháng 6 năm 2020.
20. ↑  "Official Statement from the Mutua Madrid Open". Mutua Madrid Open. ngày 4 tháng 8 năm 2020.
21. ↑  "Roland-Garros will be held from 21st September to 11th October". Roland-Garros. ngày 17 tháng 6 năm 2020. Truy cập ngày 23 tháng 6 năm 2020.
22. ↑  "Cancellation of The Championships 2020". Wimbledon. ngày 1 tháng 4 năm 2020.
23. ↑  "Tokyo 2020: Olympic Games postponed because of coronavirus". BBC Sport. ngày 24 tháng 3 năm 2020.
24. ↑  "ATP Announces Cancellation Of The 2020 Citi Open". ATP. ngày 21 tháng 7 năm 2020.
25. ↑  "Laver Cup Boston 2020 Moved To 2021". Laver Cup. ngày 17 tháng 4 năm 2020.
26. ↑  "Tennis: Japan Open scrapped over coronavirus fears". ChannelNewsAsia. ngày 18 tháng 6 năm 2020. Bản gốc lưu trữ ngày 21 tháng 6 năm 2020. Truy cập ngày 18 tháng 6 năm 2020.
27. ↑  "ATP Announces Cancellation Of 2020 China Tournament Swing". ATP. ngày 24 tháng 7 năm 2020. Truy cập ngày 24 tháng 7 năm 2020.
28. ↑  "Swiss Indoors tournament canceled over coronavirus pandemic". ESPN. Associated Press. ngày 14 tháng 7 năm 2020. Truy cập ngày 17 tháng 7 năm 2020.
29. ↑  "ATP And WTA Moscow Events Cancelled". atptour.com. ngày 17 tháng 9 năm 2020. Truy cập ngày 18 tháng 9 năm 2020.
30. ↑  "2020 Davis Cup Finals to be postponed until 2021". Daviscup.com. Truy cập ngày 26 tháng 6 năm 2020.
31. ↑  "Current ATP rankings (singles)". atptour.com. ATP Tour, Inc.
32. ↑  "Current ATP rankings (doubles individual)". atpworldtour.com. ATP Tour, Inc.
33. 1 2  "Current ATP rankings (doubles team)". atptour.com. ATP Tour, Inc.
34. ↑  https://www.atptour.com/en/news/best-grand-slam-matches-2020-2-to-1 ATP Tour.
35. ↑  https://www.atptour.com/en/news/best-atp-matches-2020-2-to-1 ATP Tour.